# 永固镇 (民乐县)
永固镇，是中华人民共和国甘肃省张掖市民乐县下辖的一个乡镇级行政单位。

## 行政区划
永固镇下辖以下地区：
八卦村、东街村、南关村、姚寨村、西村、滕庄村、总寨村、牛顺村、邓庄村和杨家树庄村。